# SN 2005hi
SN 2005hi – supernowa typu Ia odkryta 23 października 2005 roku w galaktyce A024100+1642. W momencie odkrycia miała maksymalną jasność 18,90m.